# Nara (okres)
Okres Nara (jap. 奈良時代 Nara jidai) – okres w historii Japonii trwający od 710 do 784 lub 794 roku naszej ery. Jego początek wyznacza przeniesienie dworu cesarskiego do specjalnie w tym celu zbudowanego od podstaw miasta Heijō-kyō (wzniesione w latach 708–712; obecnie Nara), przy którego  planowaniu wzorowano się na ówczesnej stolicy Chin – Chang’an.

## Gospodarka i administracja
Władcy okresu Nara wzorowali się na modelu chińskim także w innych dziedzinach. Przede wszystkim dążyli do scentralizowania państwa, stosując wprowadzony jeszcze w 702 pierwszy japoński pisany kodeks prawny - Taihō (jap. 大法).
Wprowadzał on zmiany w kwestiach społecznych, gospodarczych oraz administracyjnych. Dokonano podziału społeczeństwa na trzy grupy: cesarz i rodzina, wolni poddani (ryōmin), do których zaliczali się urzędnicy i dzierżawcy państwowi oraz ostatnia grupa jaką stanowili niewolni poddani (semmin). Utworzono nową strukturę zarządzania. Przy cesarzu znajdowały się Urząd do Spraw Kultu oraz Rada Państwowa, stanowiące główny aparat władzy. Dodatkowo powstało osiem ministerstw (shō): Sekretariat Cesarski, Ministerstwo Ceremonii i Personelu Urzędniczego, Ministerstwo Wojny, Ministerstwo do Spraw Rodów Arystokratycznych, Ministerstwo do Spraw Ludności,  Ministerstwo Dworu, Ministerstwo Skarbu, Ministerstwo Prawa. Jednak nigdy nie zaakceptowano chińskiego modelu rekrutacji urzędników, stanowiska były dziedziczne i zależne od stanu urodzenia.

## Podział administracyjny
Kraj podzielono na prowincje (kuni), którymi zarządzali prowincjonalni gubernatorzy (kokushi). Prowincje dzieliły się na powiaty (kōri lub gun) i były zarządzane przez naczelników (gunji). Ze względu na to, że obszary powiatów pokrywały się w znacznym stopniu z dawnymi kuni, funkcje gunji pełnili często członkowie rodów kuni-no miyatsuko sprzed okresu Taika. Najmniejszą jednostką administracyjną była gmina (ri, a w późniejszym okresie gō).
Nastąpiło ogólne usprawnienie aparatu administracyjnego. Powstała sieć dróg łącząca stolicę cesarską z najważniejszymi ośrodkami w kraju. Przeprowadzono rozbudowaną reformę rolnictwa opartą na trzech punktach. Po pierwsze, dążono do pełnej kontroli siły roboczej poprzez spisy ludności według domostw (ko). Dodatkowo, wprowadzono nowy system podziału ziemi zwany jōri. Pola ryżowe zostały podzielone na kwadraty o boku ok. 800 m, a te z kolei na 36 czworoboków (tsubo) o powierzchni 1 chō. Podzielone dalej na 10 pasów o powierzchni 1 tan. Tan było podstawową jednostką ziemi o powierzchni 0,12 ha. Mężczyzna dostawał 2 tan, a kobieta 2/3 tego przydziału. Nadana w ten sposób ziemia była zwana kubunden, czyli "ziemia dana na twarz".
Ostatnim krokiem reformy było ujednolicenie opodatkowania. Podatki płacone były w plonach oraz tkaninach, preferowana jednak była robocizna i służba wojskowa oraz trwałe wyroby ze względu na problem jakim był transport dużych ilości produktów rolnych. Szczególnie cenny był jedwab używany wówczas jako środek płatniczy. Dodatkowym elementem przy reformie rolnej miało być stworzenie armii poborowej, którego nie udało się w pełni zrealizować. 1/3 mężczyzn w wieku 20-59 lat miała pełnić rotacyjnie służbę przez jeden rok w stolicy oraz trzy lata na granicy. Żołnierze mieli być utrzymywani przez swoje ko. Niezdyscyplinowane oddziały ulegały stopniowej degeneracji i ostatecznie zostały przekształcone w grupy robocze.
Zbyt wysokie podatki stały się powodem masowych ucieczek z ziemi do klasztorów lub na służbę do pańskich rezydencji. Pomimo wielu prób rząd nie był w stanie powstrzymać tego procederu. Ucieczki powodowały zwiększenie podatków, co tylko dawało powód do porzucenia ziemi przez kolejnych rolników. Kolejnym szkodliwym zjawiskiem dla władzy centralnej były nadania arystokracji lub instytucjom religijnym ziem całkowicie lub częściowo zwolnionych od podatków. W 722 roku rząd wypracował plan zagospodarowania nowizn na obszarze ziemi wielkości miliona chō. Z braku zainteresowania w 723 roku wydano dekret mający na celu zachęcenie rolników do przyjęcia ziemi. Przyznawał on prawo pełnego użytkowania nowizn przez trzy pokolenia, natomiast przy zagospodarowaniu ziemi porzuconej, ale uprzednio przystosowanej do uprawy, nadawano dożywotnie immunitety ekonomiczne. W 743 roku wydano dekret o "prawie wieczystego posiadania nowizn".

## Buddyzm
Patronat rodu Soga w okresie Asuka zapewnił religii stabilną pozycję w okresie Nara. Jako religia państwowa, buddyzm  zyskał przychylność i wsparcie materialne możnych. W kwestii ideologicznej nie wyparł wierzeń shintō, gdyż odpowiadał innym potrzebom duchowym. Przyniósł nowe, odrębne wierzenia, kulturę chińską oraz stał się ważnym czynnikiem politycznym. Wiedza z kontynentu była w znaczącym stopniu przefiltrowana przez kler buddyjski.
W początkowym stadium buddyzm był kultem, który miał chronić ludzi przed złem. Stąd właśnie wywodzą się postacie, takie jak: Yakushi (Budda Uzdrowiciel), Shi-tennō (Czterech Niebiańskich Władców) czy Kannon (Bodhisattwa Miłosierdzia). Mnisi buddyjscy zajmowali się nie tylko praktyką religijną. Byli wśród nich nauczyciele, lekarze, inżynierowie, a w ramach działania świątyń opiekowano się także sierotami oraz osobami starszymi.
Ważnym faktem z okresu Nara jest wyodrębnienie się sześciu szkół buddyjskich kultywujących chińskie kierunki mahajanistyczne i hinajanistyczne: sanron (jap. 三論宗), jōjitsu (jap. 成実宗), hossō (jap. 法相宗), kusha (jap. 倶舎宗), kegon (jap. 華厳宗 albo 花嚴宗), ritsu (jap. 律宗). Z czasem zaczęły pełnić one rolę ważnego aparatu obrony państwa.
W 736 roku ustanowiono system oficjalnego powoływania mnichów sekty kegon do recytowania sutr ochronnych. W 741 roku postanowiono wybudować świątynie tejże sekty w każdej prowincji. Kulminacyjnym momentem dla buddyzmu w Japonii była budowa (w latach 747–752) posągu Buddy Rushany z polecenia cesarza Shōmu. Ceremonia „otwarcia oczu” zgromadziła w 752 roku przedstawicieli duchowieństwa z całego rejonu Azji Wschodniej.
Duchowni buddyjscy nie mieli na celu osiągnięcie duchowego zwierzchnictwa i zdominowania świeckiej władzy. Na tym polu instytucja buddyzmu nie przejawiała żadnego zagrożenia dla cesarza i klasy panującej. Jednak rosnąca popularność i wpływy świątyń buddyjskich – dzięki wsparciu rodziny cesarskiej oraz poszczególnych możnych – stworzyły warunki do stopniowego mieszania się mnichów w sprawy rządzenia. Ponadto, arystokracja ograniczona przez stan urodzenia lub ze zwykłej wygody przenikała do kleru buddyjskiego, który oferował ponętny styl życia oraz niemal nieograniczone możliwości awansu. Proces ten spowodował niebezpieczne upolitycznienie samej instytucji oraz wzmocnił ingerencję kleru w sprawy państwowe, która uwidoczniła się już w trakcie budowy posągu Wielkiego Buddy. Punktem kulminacyjnym tego stanu było ujawnienie romansu cesarzowej Shōtoku z mnichem Dōkyō. Burzliwe następstwa tego związku doprowadziły ostatecznie do budowy nowej stolicy bez starych świątyń.

## Przenosiny stolicy
Cesarz Kammu zdecydował się na ufundowanie nowej stolicy w miejscowości Nagaoka-kyō w historycznej prowincji Yamashiro. Jej budowa rozpoczęła się w 784 roku. Kolejne intrygi pałacowe inspirowane przez Fujiwarów i pasmo nieszczęść, które spotkało cesarza i jego poddanych (śmierć dwóch żon i matki cesarza, epidemia czarnej ospy) przypisywane w ówczesnym czasie mściwemu duchowi księcia Sawary, który popełnił samobójstwo niesłusznie oskarżony o zamach stanu, sprawiły, że Kammu zdecydował o ponownych przenosinach stolicy w 794 roku, tym razem do Heian-kyō (dzisiejsze Kioto).